# سيلفيو بينيتيز
سيلفيو بينيتيز (بالإسبانية: Silvio Benítez)‏ هو مدرب كرة قدم ولاعب كرة قدم باراغواياني في مركز حراسة المرمى، ولد في 3 نوفمبر 1935. شارك مع منتخب باراغواي لكرة القدم. أما مع النوادي، فقد لعب مع أمريكا دي كالي وبريزيدينتي هاييس وسبورتيفو لوكوينو.